# Heather Newhouse
Répertoire
Benjamin Britten, Gian Carlo Menotti, Wolfgang Amadeus Mozart, Antonio Vivaldi
Heather Newhouse est une soprano canadienne, née le 11 décembre 1983 à Regina.

## Biographie

### Études
Heather Newhouse débute la musique en tant que jeune choriste avant d'étudier le chant, l'harmonie et l'analyse musicale. Après avoir obtenu son diplôme dans une école d'immersion française, elle réussit son Bachelor of Music à l'Université de Western Ontario. Newhouse rejoint alors Londres où elle obtient en 2006 un Master de musique à la Guildhall School of Music and Drama. Elle part dès lors au Conservatoire national supérieur de musique et de danse de Lyon afin de mieux connaitre le répertoire musical français.

### Carrière
En 2004, elle participe au Canadian National Music Festival sur l'île-du-Prince-Édouard où elle termine en troisième position. La même année, elle gagne le Prix du Public et le Prix Natalie Stutzmann Lieder lors du Lotte Lehmann CyberSing Art Song Competition aux États-Unis. En 2009, elle remporte le prix de meilleure espoir au Concours International d'Interprétation de la mélodie française de Toulouse. Elle remporte en 2012 le premier prix du Concours International de chant baroque de Froville et termine à la seconde place du Concours International de Mâcon.
Entre 2011 et 2013, Heather Newhouse est membre du Studio de l'Opéra national de Lyon où elle chante notamment dans Parsifal (une Blumenmädchen), L'enfant et les sortilèges (la Bergère, la Princesse et la Chauve-souris) et Die Zauberflöte, (Pamina).
Elle intègre Le Concert de l'Hostel Dieu, ensemble de musique baroque lyonnais dirigé par Franck-Emmanuel Comte, dont elle est une des têtes d'affiche.
Elle aborde en parallèle le rôle de la Gouvernante dans The turn of the screw de Britten à l'Opéra national de Lyon puis à l'Opéra national du Rhin, ainsi que Der Schauspieldirektor de Mozart (dans le rôle de Madame Silberklang) avec l'Orchestre de Chambre de Genève sous la direction de Leonardo Garcia Alarcon.

## Discographie
- 2013 : Vivaldi, Gloria (Baroque & Plus/CHD)
- 2013 : Vivaldi & ses muses (Baroque & Plus)
- 2013 : Stabat Mater de Pergolèse (Baroque & Plus/CHD)
- 2013 : La Ciaccona, il monde che gira (Baroque & Plus/CHD)
- 2013 : Mozart en Italie (Baroque & Plus/CHD)
- 2015 : Mozart, Grande Messe en ut (Baroque & Plus/CHD)